# Pinselzeichnung

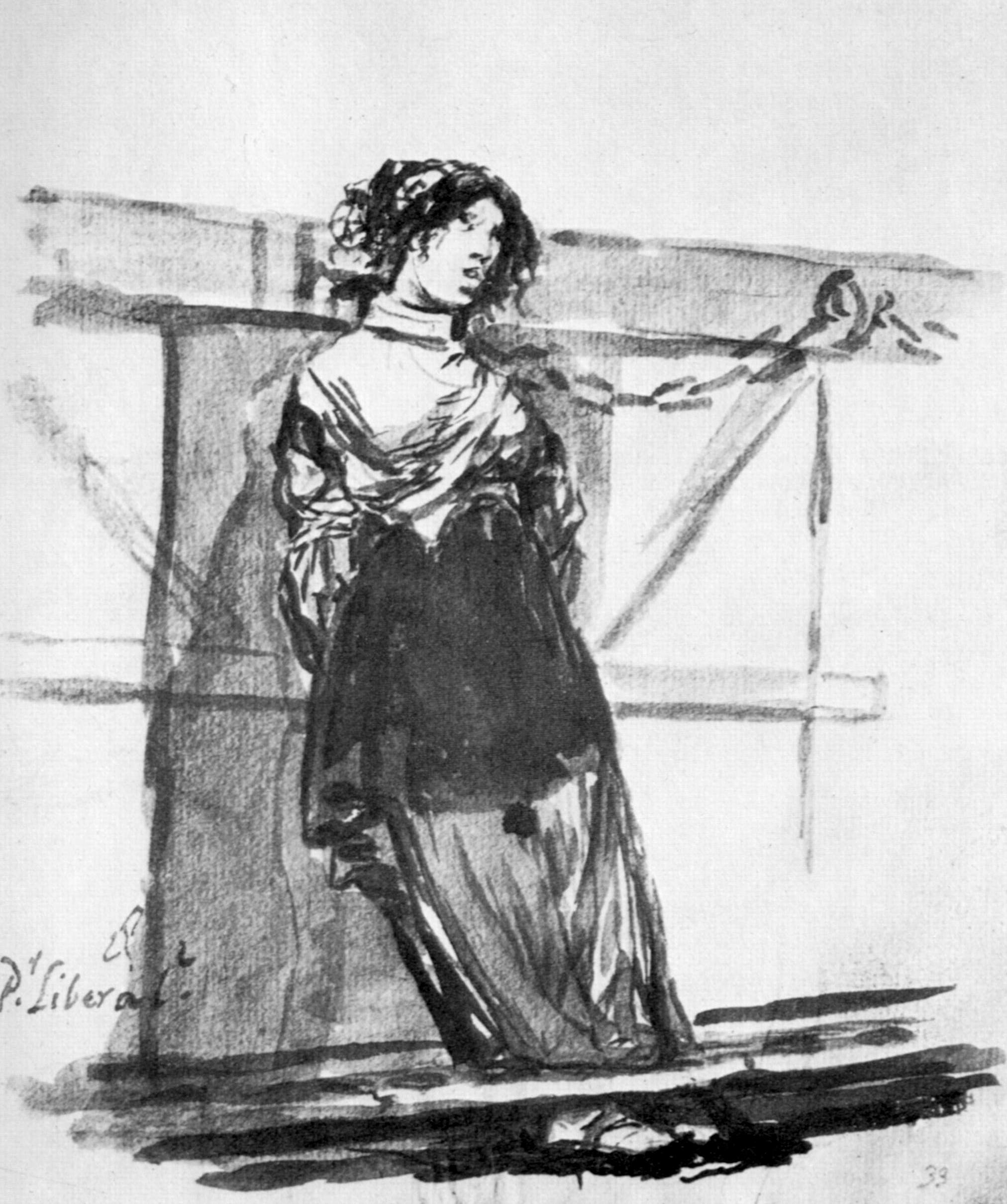
Pinselzeichnung von Francisco de Goya (Weil sie liberal war, 1814–1820, Tusche mit Sepia)

Eine Pinselzeichnung ist eine Zeichnung, die ausschließlich oder überwiegend mit dem Pinsel ausgeführt wird. Dabei können sowohl Farbe als auch Tuschen verwendet werden. Die Besonderheit der Pinselzeichnung besteht darin, dass der an sich ursprünglich für die Malerei gedachte Pinsel für die Technik der Zeichnung eingesetzt wird. 
Die Tradition der Pinselzeichnung entstand im ostasiatischen Raum, insbesondere in China und Japan. Dort hat sich seit der Tang-Dynastie im 6. Jahrhundert eine Zeichenkunst entwickelt, die sich nur noch bedingt in die europäischen Kategorien von Zeichnung und Malerei einordnen lässt. Die Pinselzeichnung stellt eine Verbindung oder Schnittstelle zwischen Zeichnung und Malerei dar und hat, ausgehend von der europäischen Begeisterung für die asiatische Kunst Anfang des 20. Jahrhunderts, Eingang auch in die europäische Kunst gefunden, wo sie bis in die Gegenwart eine Rolle spielt.